# Făgăraș
Făgăraș (/fəɡəˈraʃ/ ; en hongrois : Fogaras ; en allemand : Fogarasch) est une ville de Transylvanie en Roumanie, dans le județ de Brașov ayant le titre de municipe, comme Brașov, le chef-lieu du județ. Făgăraș comptait 34 034 habitants en 2005.
Le județ de Făgăraș est historiquement une ancienne Valachie transylvaine régie par le jus valachicum (droit roumain), alors que Brașov était une cité saxonne.
Située sur la route menant de Brașov à Sibiu, elle a joué un rôle stratégique important, en particulier à cause de son château fort. Entre les deux guerres mondiales, Făgăraș était le chef-lieu du județ de Făgăraș.

## Histoire
La première évocation de la ville est faite dans un document daté de 1291, mais des vestiges archéologiques attestent d'une présence humaine largement antérieure.

## Géographie
La ville de Făgăraș est située dans la partie centrale de la dépression du même nom, au pied des monts Făgăraș. La ville est traversée, de l’est vers l’ouest, par la rivière Olt, l’un des principaux affluents du Danube.
L’altitude est située entre 424 et 441 mètres.
Les localités limitrophes sont le village de Mândra (à l’est), le village de Beclean (à l’ouest), les villages de Râușor, Ileni et Hurez (au sud) et les villages de Șona, Felmer, Șoarș et Calbor (au nord).

## Climat
La température moyenne annuelle de Făgăraș est de 8,2 °C. La température moyenne la plus basse est de −4,6 °C (en janvier) et la température moyenne la plus élevée (en juillet) est de 18,7 °C.
La température la plus élevée de Făgăraș a été enregistrée le 9 septembre 1946 : 38,9 °C, et la température la plus basse a été enregistrée le 13 janvier 1943 : −33,8 °C.
Les gels nocturnes sont très fréquents : 137,8 jours/an, de septembre à mai. Les vents prédominants sont de l'ouest vers l'est. Les précipitations varient entre 600 et 800 mm/an, le maximum connu est 1 166 mm en 1912 et le minimum est de 370,3 mm en 1945.

## Transports
Le chemin de fer Bucarest – Brașov – Sibiu – Arad passe par le sud de la localité. La gare de Făgăraș des chemins de fer roumains se trouve à 238,4 kilomètres de Bucarest.
Sur la route européenne E68 (la route nationale DN1), la ville de Făgăraș se trouve à 66 kilomètres de la ville chef-lieu du județ (département) de Brașov et à 76 kilomètres de Sibiu. D’autres routes asphaltées mènent à Rupea et à Sighișoara (vers le nord), à Sebeș ou à Recea (vers le sud).

## Démographie
Au XVIIe siècle, la population du bourg était de 1 500 à 2 000 habitants ; en 1733, sa population comptait 183 familles roumaines (quelque 900 personnes), conformément aux résultats de la conscription demandée par l'évêque gréco-catholique Ioan Inocențiu Micu Klein.

### Ethnies
| Année, | Roumains | Roumains | Hongrois | Hongrois | Allemands | Allemands | Juifs | Juifs | Roms  | Roms | Autres | Autres |
| Année, | Nb       | %        | Nb       | %        | Nb        | %         | Nb    | %     | Nb    | %    | Nb     | %      |
| ------ | -------- | -------- | -------- | -------- | --------- | --------- | ----- | ----- | ----- | ---- | ------ | ------ |
| 1850   | 2 061    | 42,04    | 944      | 19,25    | 1 249     | 25,47     | 183   | 3,73  | 413   | 8,42 | 53     | 1,08   |
| 1920   | 3 881    | 49,48    | 2 505    | 31,94    | 972       | 12,39     | 457   | 5,83  | –     | –    | 28     | 0,36   |
| 1930   | 5 212    | 58,91    | 2 099    | 23,72    | 971       | 10,97     | 388   | 4,39  | 53    | 0,60 | 125    | 1,41   |
| 1941   | 8 739    | 75,74    | 1 410    | 12,22    | 1 000     | 8,67      | –     | –     | –     | –    | 389    | 3,37   |
| 1956   | 14 046   | 81,40    | 1 634    | 9,47     | 1 222     | 7,08      | 181   | 1,05  | 69    | 0,40 | 104    | 0,60   |
| 1966   | 19 041   | 83,03    | 1 832    | 7,99     | 1 886     | 8,22      | 87    | 0,38  | 44    | 0,19 | 44     | 0,19   |
| 1977   | 28 143   | 83,20    | 2 592    | 7,66     | 2 550     | 7,54      | 54    | 0,16  | 453   | 1,34 | 35     | 0,10   |
| 1992   | 41 018   | 91,29    | 2 337    | 5,20     | 966       | 2,15      | 10    | 0,02  | 557   | 1,24 | 43     | 0,10   |
| 2002   | 33 677   | 93,23    | 1 643    | 4,55     | 332       | 0,92      | 5     | 0,01  | 426   | 1,18 | 38     | 0,11   |
| 2011   | 25 853   | 84,17    | 1 056    | 3,44     | 192       | 0,63      | 0     | 0,00  | 1 069 | 3,48 | 2 544  | 8,28   |

### Religions
Du point de vue de leurs confessions religieuses, en 1930, les habitants de Făgăraș étaient orthodoxes (34, 9 %), gréco-catholiques (19,7 %), reformés (14,4 %), romano-catholiques (13,5 %), luthériens (9,9 %), juifs (4,9 %), unitariens (2,3 %)[réf. nécessaire].

## Politique
| Période | Période  | Identité         | Étiquette | Qualité |
| ------- | -------- | ---------------- | --------- | ------- |
| 2008    | 2016     | Sorin Mănduc     | PNL       |         |
| 2016    | En cours | Gheorghe Sucaciu | FDGR      |         |

| Parti | Parti                                               | Sièges |
| ----- | --------------------------------------------------- | ------ |
|       | Parti social-démocrate (PSD)                        | 7      |
|       | Parti national libéral (PNL)                        | 5      |
|       | Forum démocratique des Allemands de Roumanie (FDGR) | 3      |
|       | Alliance des libéraux et démocrates (ALDE)          | 2      |
|       | Parti écologiste roumain (PER)                      | 1      |
|       | Parti des Roms « Pro-Europe »                       | 1      |

## Enseignement
- Colegiul Național « Radu Negru », dont le fondateur est Ion Codru Drăgușanu.
- Colegiul Național « Doamna Stanca »
- Colegiul Tehnic « Aurel Vijoli »
- Liceul agro-industrial « Dr Ioan Șenchea »
- 7 écoles générales
- Des maternelles

## Tourisme
Le château fort de Făgăraș est le principal objectif touristique de la ville. Sa construction a commencé vers la fin du XIVe siècle, sur la place d’une forteresse de terre datant du XIIe siècle. Au XVIe siècle, le château a été transformé en château fort et, au XVIIe siècle, il est devenu résidence princière. Entre les deux guerres mondiales, le château a servi de garnison et, pendant la première partie de l’époque communiste, jusqu’en 1964 notamment, le château a servi de prison. À présent, le château de Făgăraș abrite le Musée du Pays de Făgăraș, la bibliothèque municipale, un restaurant.
- L’église Saint-Nicolas, construite entre le 17 juin 1697 et le 30 septembre 1698 ;
- L’église Sfânta Treime (Sainte-Trinité), 1782-1791 ;
- L’église romano-catholique et le monastère des frères franciscains, 1737-1761, rue Vasile Alecsandri ;
- Fundația « Negru Vodă » (La Fondation « Negru Vodă ») ;
- La statue de Doamna Stanca (? – 1603), la femme du voïvode Michel Ier le Brave ;
- La statue de Badea Gheorghe Cârțan (1849-1911), berger autodidacte, globe-trotter (jusqu'à Rome, jusqu'à Jérusalem, jusqu'à Paris…) ;
- Laguna Albastră, lieu de détente: piscine, plage, restaurant, tennis...

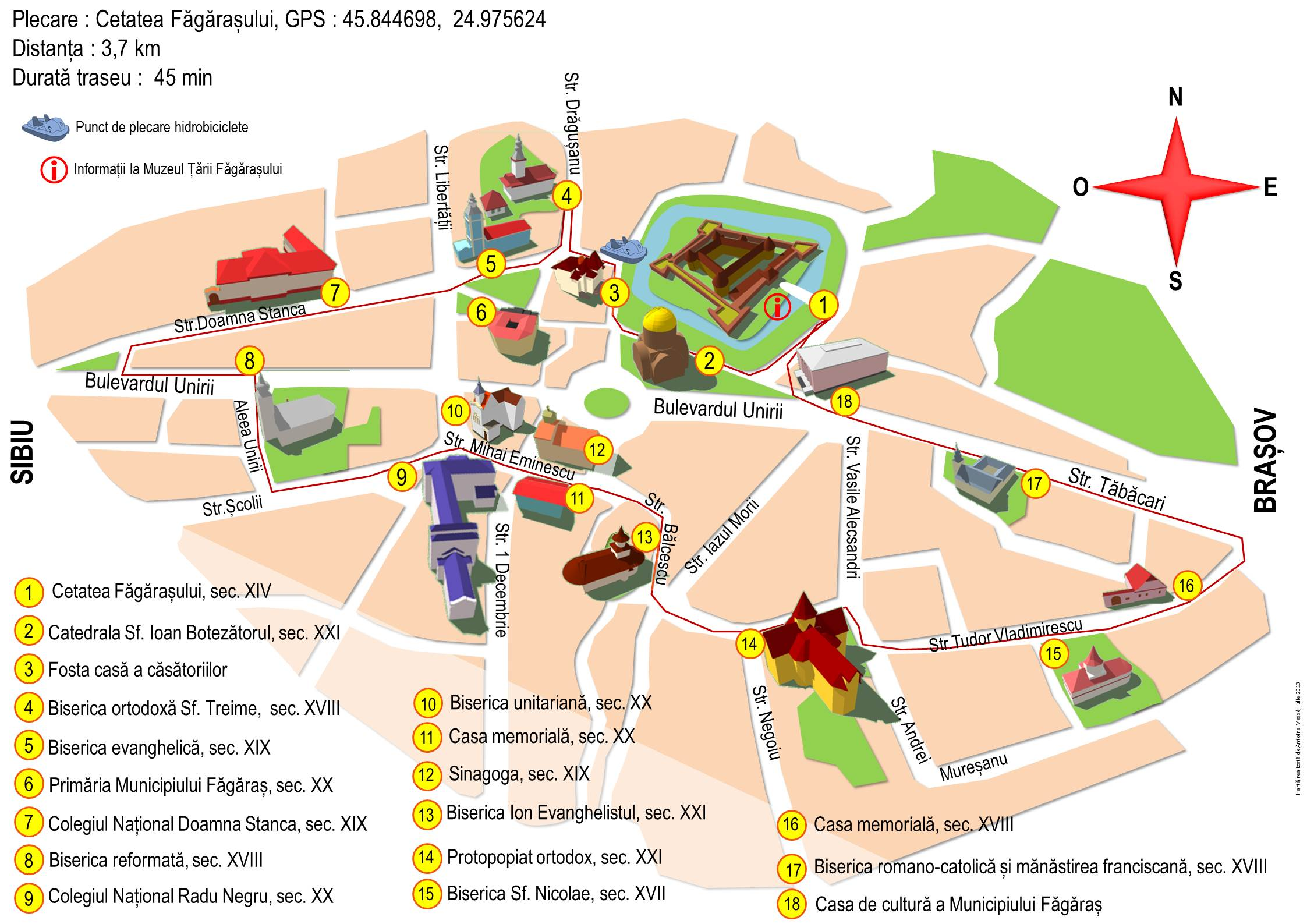
Carte touristique de Făgăraș.

### Aux alentours
- Églises fortifiées de Transylvanie
- La ville de Făgăraș constitue un point important de départ pour les touristes qui désirent faire des randonnées et des ascensions dans les monts de Făgăraș, surnommés les « Alpes de Transylvanie »[7]. Les plus proches chalets alpins sont Urlea, Valea Sâmbetei, Turnuri et Podragu, ainsi que le refuge alpin de Viștea Mare[8].

## Personnalités
- Radu Negru Vodă, légendaire prince de Valachie.
- Vladislav Ier de Valachie, voïvode de la Valachie, « Vajvoda Transalpinus et banus Zeverino necnon dux de Fogaras ».
- Mircea Ier de Valachie, voïvode de la Valachie avait ici un domaine.
- Michel Ier Brave, voïvode unificateur de la Valachie, de la Transylvanie et de la Moldavie (en 1600).
- Gabriel Bethlen (1580-1629), prince de la Transylvanie (1613-1629).
- János Szalárdi (1601–1666), historien, y est mort.
- Ioan Inocențiu Micu Klein (1692-1768), évêque gréco-catholique de Făgăraș (1728-1751).
- Ovid Densușianu, philologue, linguiste, folkloriste, historien littéraire et poète, académicien, professeur à l’université de Bucarest, est né à Făgăraș, en 1873, et il est mort à Bucarest, en 1938 ; il était le fils d’Aron Densușianu.
- Radu Anton Roman (né le 19 août 1948 à Făgăraș et décédé le 29 août 2005, à Bucarest) a été un journaliste, écrivain et réalisateur TV, guide de Jacques-Yves Cousteau, dans le Delta du Danube, en 1991.
- Carmen Daniela, pianiste autrichienne, y est née.